# عائشة صديقة
عائِشة صِدّیقة (بالأردية: عائِشہ صِدّیقہ) هي باحثة سياسية باكستانية ومعلّقة سياسية ومؤلفة تعمل كباحث مشارك في معهد جنوب آسيا،  أيضا عملت سابقًا الزميل الباكستاني الافتتاحي في مركز وودرو ولسون الدولي للعلماء بين عامي 2004 و2005.

## سيرتها
وُلدت صديقة في لاهور في السابع من أبريل عام 1966، ودرست في كلية كينيرد وانضمت إلى الخدمة المدنية في باكستان. بصفتها موظفة مدنية، عملت صديقة مديرة للبحوث البحرية في البحرية الباكستانية، مما جعلها أول مدنية وأول امرأة تعمل في هذا المنصب في مؤسسة الدفاع الباكستانية. عملت أيضًا في الحسابات العسكرية وكنائب مدير تدقيق خدمات الدفاع. انتقلت صديقة إلى لندن، حيث حصلت على درجة الدكتوراه من كينجز كوليدج لندن في دراسات الحرب. بعد تركها الخدمة المدنية، عملت كباحث أول في مختبرات سانديا الوطنية وذهبت للتدريس في جامعة بنسلفانيا وجامعة جونز هوبكنز وجامعة القائد الأعظم. عملت أيضًا كزميل تشارلز والاس في كلية سانت أنتوني، أكسفورد في عام 2015.
وقد كتبت على نطاق واسع عن الجيش الباكستاني، وغطت أبحاثها قضايا تتراوح من التطوير السري للجيش الباكستاني للتكنولوجيا العسكرية، ونظرية اللعبة الدفاعية، والردع النووي، وشراء الأسلحة وإنتاج الأسلحة، إلى العلاقات المدنية العسكرية في باكستان.بعد تركها للبيروقراطية، قامت بتأليف مشتريات الأسلحة الباكستانية والتعزيز العسكري، 1979-99: بحثًا عن سياسة، 2001. في عام 2007، نشرت كتابها الذي نال استحسان النقاد: المؤسسة العسكرية: داخل الاقتصاد العسكري الباكستاني كما أنها تكتب بانتظام أعمدة نقدية في الصحف الصادرة باللغة الإنجليزية، بما في ذلك Dawn وDaily Times وThe Friday Times وExpress Tribune.